# 오늘도 순이는 열심히!
오늘도 순이는 열심히!(Today, Suni's Fighting!)는 한국에서 제작된 전성태 감독의 2008년 영화이다. 차지혜 등이 주연으로 출연하였고 김도균 등이 제작에 참여하였다.

## 출연

### 주연
- 차지혜
- 신지현
- 홍승완
- 나정희
- 최영주

## 제작진
- 조명: 황경석
- 조감독: 노지선
- 녹음: 유기선
- 녹음: 송제현
- 타이틀: 황은주